# Ray Williams (basket-ball)
Pour les articles homonymes, voir Ray Williams et Williams.
Thomas Ray Williams, né le 14 octobre 1954 à Mount Vernon, dans l'État de New York, et mort le 22 mars 2013  à New York, est un joueur américain de basket-ball. Il évoluait au poste de meneur. Il est le frère du basketteur Gus Williams.